# Morell de Baer
El morell de Baer (Aythya baeri) és una espècie d'ocell de la família dels anàtids (Anatidae) que habita aiguamolls i llacs amb vegetació emergent. Cria al sud-est de Sibèria i Manxúria, passant l'hivern cap al sud, a la Xina, Myanmar, Tailàndia i est de l'Índia.